# Sara Hildéns konstmuseum
Sara Hildéns konstmuseum (finska: Sara Hildénin taidemuseo) är ett kommunalt konstmuseum i Särkänniemi-området i Tammerfors stad i Finland. Det invigdes den 11 februari 1979. Museibyggnaden ritades av Pekka Ilveskoski.
Museet inriktar sig på inhemsk och utländsk samtidskonst och stommen i samlingen utgörs av Sara Hildéns privata kollektion, som hon 1962 donerade till en stiftelse. Sara Hildéns stiftelse förvaltar fortsatt samlingen, som i dag omfattar cirka 4 500 föremål. Huvuddelen, 4 000 av dessa, representerar finländska konstnärer. Särskilt välrepresenterad är målaren Erik Enroth med över 500 verk.
Museet hade 2014 drygt 66 000 besökare.